# Florian Guillou
Florian Guillou (Concarneau, 29 december 1982) is een Frans wielrenner. Guillou kwam in 2007 uit voor Unibet.com, In 2008 en 2009 heeft hij gereden voor Roubaix-Lille Metropole. Vanaf 2010 komt hij uit voor Bretagne-Schuller. Sinds 2013 heet zijn team Bretagne-Séché Environnement.

## Palmares
2011
Proloog Ronde van de Elzas (ploegentijdrit, samen met: Romain Hardy, Eric Berthou, Armindo Fonseca, Jean-Marc Bideau en Gaël Malacarne)
2014
Bergklassement Ronde van de Haut-Var

## Resultaten in voornaamste wedstrijden
| Jaar | Ronde van Italië | Ronde van Frankrijk | Ronde van Spanje |
| ---- | ---------------- | ------------------- | ---------------- |
| 2014 |                  | 62e                 |                  |

## Ploegen
- 2007- Unibet.com CT
- 2008- Roubaix Lille Métropole
- 2009- Roubaix Lille Métropole
- 2010- Bretagne-Schuller
- 2011- Bretagne-Schuller
- 2012- Bretagne-Schuller
- 2013- Bretagne-Séché Environnement
- 2014- Bretagne-Séché Environnement
- 2015- Bretagne-Séché Environnement